# Himawari 9

Full-disc-Bild der Himawari 9 vom 24. Januar 2017

Himawari 9 (jap. ひまわり9号, Himawari 9-gō, dt. „Sonnenblume 9“, GMS 9) ist ein Wettersatellit der japanischen Meteorologiebehörde JMA (Japan Meteorological Agency). Er ist der neunte geostationäre Wettersatellit Japans und der zweite einer neuen Baureihe.
Himawari 9 wurde am 2. November 2016 um 06:20 UTC mit einer H-2A-Trägerrakete von der Rampe 1 des Yoshinobu-Startkomplexes auf dem japanischen Tanegashima Space Center in die Erdumlaufbahn gebracht. Himawari 9 diente sechs Jahre lang als Ersatz für Himawari 8. Am 13. Dezember 2022 wurden die Rollen getauscht: Himawari 9 ging in den Regelbetrieb, während Himawari 8 nun als Reserve dient.

## Aufbau
Der Satellit wurde auf Basis des Satellitenbus DS 2000 von Mitsubishi Electric gebaut und besitzt eine geplante Lebensdauer von 8 Jahren. Er ist mit drei Gerätekomplexen ausgerüstet. Der Advanced Himawari Imager (AHI) ist das Hauptinstrument der Raumsonde. Diese wurde von ITT Exelis – jetzt ein Teil der Harris Corporation – in den Vereinigten Staaten von Amerika gebaut und basiert auf dem Advanced Baseline Imager (ABI) der US-amerikanischen geostationären Wettersatelliten GOES R der US-amerikanischen Wetterbehörde NOAA. Es ist eine Multispektralkamera mit sechzehn Kanälen (0,46–13,3 µm), die im Bereich des sichtbaren Licht und im Infrarotbereich Übersichts- und Detailaufnahmen liefern wird. Die Bilder erreichen eine Auflösung von bis zu 500 Metern und liefern auf den verschiedenen Spektralbereichen Daten über Bewölkung, Temperatur, Wind, Niederschlag und Aerosolverteilung. Das Space Environment Data Acquisition Monitor (SEDA) sammelt Daten über Protonen und Elektronen im Weltraum. Das Data Collection Subsystem (DCS) ist die Kommunikationsnutzlast und dient der Sammlung und Weiterleitung der Daten zu den Bodenwetterstationen über das Ka-Band. Die Energieversorgung übernehmen zwei von der Mitsubishi Electric Corporation gebaute Solarzellenausleger die bis zu 2600 Watt liefern.
Details zu den Bändern der Multispektralkamera:
| Band | Mitten- wellenlänge | Band- breite | SNR bzw. NEΔT@       | Auf- lösung | Hauptaufgabe                                                            |
| ---- | ------------------- | ------------ | -------------------- | ----------- | ----------------------------------------------------------------------- |
| 01   | 00,470 nm           | 0,050 nm     | ≥ 300 @ 100 % Albedo | 01 km       | Tageslicht Aerosol über Land, Küsten Wasserbestimmung                   |
| 02   | 00,510 nm           | 0,020 nm     | ≥ 300 @ 100 % Albedo | 01 km       | grünes Band – für Farbaufnahmen                                         |
| 03   | 00,644 nm           | 0,030 nm     | ≥ 300 @ 100 % Albedo | 00,5 km     | Tageslicht Vegetation/Feuerschäden und Aerosole über Wasser, Wind       |
| 04   | 00,860 nm           | 0,020 nm     | ≥ 300 @ 100 % Albedo | 01 km       | Tageslicht Cirruswolken                                                 |
| 05   | 01,61 nm            | 0,020 nm     | ≥ 300 @ 100 % Albedo | 02 km       | Tageslicht Wolken und Partikelgröße, Schnee                             |
| 06   | 02,26 µm            | 0,020 nm     | ≥ 300 @ 100 % Albedo | 02 km       | Tageslicht Land/Wolken Eigenschaften, Partikelgröße, Vegetation, Schnee |
| 07   | 03,90 µm            | 0,22 µm      | ≤ 0,16 K @ 300 K     | 02 km       | Oberfläche und Wolken, Nebel in der Nacht, Feuer, Wind                  |
| 08   | 06,185 µm           | 0,37 µm      | ≤ 0,40 K @ 240 K     | 02 km       | hoher Wasserdampf, Wind, Regen                                          |
| 09   | 06,95 µm            | 0,12 µm      | ≤ 0,10 K @ 300 K     | 02 km       | mittlerer Wasserdampf, Wind, Regen                                      |
| 10   | 07,40 µm            | 0,17 µm      | ≤ 0,32 K @ 240 K     | 02 km       | niedriger Wasserdampf, Wind und SO2                                     |
| 11   | 08,50 µm            | 0,32 µm      | ≤ 0,10 K @ 300 K     | 02 km       | Gesamtes Wasser, Wolkenphasen, Staub, SO2, Regen                        |
| 12   | 09,61 µm            | 0,18 µm      | ≤ 0,10 K @ 300 K     | 02 km       | gesamtes Ozon, Turbulenzen, Wind                                        |
| 13   | 10,35 µm            | 0,30 µm      | ≤ 0,10 K @ 300 K     | 02 km       | Oberfläche und Wolken                                                   |
| 14   | 11,20 µm            | 0,20 µm      | ≤ 0,10 K @ 300 K     | 02 km       | IR-Fotografie, Meeresoberflächentemperatur, Wolken, Regenfälle          |
| 15   | 12,30 µm            | 0,30 µm      | ≤ 0,10 K @ 300 K     | 02 km       | gesamtes Wasser, Asche, Meeresoberflächentemperatur                     |
| 16   | 13,30 µm            | 0,20 µm      | ≤ 0,30 K @ 300 K     | 02 km       | Lufttemperatur, Wolkenhöhe und -verteilung                              |